# JDOM
JDOM это свободная Java-реализация DOM для XML, созданная с учётом особенностей языка и платформы Java. JDOM интегрируется с Document Object Model (DOM) и Simple API for XML (SAX), поддерживает XPath и XSLT. В JDOM используются внешние парсеры для генерации документов. JDOM разрабатывался Джейсоном Хантером и Бреттом МакЛофлином, начиная с марта 2000 года. Он является частью Java Community Process. Название JDOM расшифровывается как Java Document Object Model.

## Примеры
Пусть файл "foo.xml" содержит следующий XML-документ:
```
<shop
 
name=
"shop for geeks"
 
location=
"Tokyo, Japan"
>

  
<computer
 
name=
"iBook"
 
price=
"1200$"
 
/>

  
<comic_book
 
name=
"Dragon Ball vol 1"
 
price=
"9$"
 
/>

  
<geekyness_of_shop
 
price=
"priceless"
 
/>

</shop>

```

Следующий пример кода производит разбор XML-файла в дерево Java-объектов с помощью JDOM:
```
SAXBuilder
 
builder
 
=
 
new
 
SAXBuilder
();

Document
 
doc
 
=
 
builder
.
build
(
new
 
FileInputStream
(
"foo.xml"
));

Element
 
root
 
=
 
doc
.
getRootElement
();

// root.getName() is "shop"

// root.getAttributeValue("name") is "shop for geeks"

// root.getAttributeValue("location") is "Tokyo, Japan"

// root.getChildren() is a java.util.List object that contains 3 Element objects.

```

DOM можно создать не только из файла или потока, но и из простых объектов-элементов.
```
Element
 
root
 
=
 
new
 
Element
(
"shop"
);
 
// здесь <shop></shop> является корнем

Document
 
doc
 
=
 
new
 
Document
(
root
);

```

Так можно построить дерево из объектов-элементов и сгенерировать из него XML-файл:
```
Element
 
root
 
=
 
new
 
Element
(
"shop"
);

root
.
setAttribute
(
"name"
,
 
"shop for geeks"
);

root
.
setAttribute
(
"location"
,
 
"Tokyo, Japan"
);

Element
 
item1
 
=
 
new
 
Element
(
"computer"
);

item1
.
setAttribute
(
"name"
,
 
"iBook"
);

item1
.
setAttribute
(
"price"
,
 
"1200$"
);

root
.
addContent
(
item1
);

// то же для остальных элементов

XMLOutputter
 
outputter
 
=
 
new
 
XMLOutputter
();

outputter
.
output
(
new
 
Document
(
root
),
 
new
 
FileOutputStream
 
(
"foo2.xml"
));

```

## Внешние ссылки
- JDOM home page (англ.)
- Simplify XML Programming with JDOM (англ.)
- Упрощение XML-программирования при помощи JDOM